# Membrana mitocondrial interna
A membrana mitocondrial interna (MMI) é a membrana mitocondrial que separa a matriz mitocondrial do espaço intermembrana. Ela contém cinco complexos de proteínas principais onde na respiração aeróbica a energia do oxigênio é liberada por oxidase e permite a síntese de ATP via quimiosmose. 

## Estrutura
A estrutura da membrana mitocondrial interna é extensamente dobrada e compartimentada. As numerosas invaginações da membrana são chamadas de cristas, separadas por junções de crista da membrana limite interna justaposta à membrana externa. As cristas aumentam significativamente a área de superfície total da membrana em comparação com uma membrana interna lisa e, portanto, o espaço de trabalho disponível para fosforilação oxidativa.  
A membrana interna cria dois compartimentos. A região entre a membrana interna e externa, chamado de espaço intermembranar, é amplamente contínuo com o citosol, enquanto o espaço mais isolado dentro da membrana interna é chamado de matriz.

### Cristas mitocondriais
Para mitocôndrias hepáticas típicas, a área da membrana interna é cerca de 5 vezes maior que a membrana externa devido às cristas.  Essa proporção é variável e as mitocôndrias das células que têm maior demanda de ATP, como as células musculares, contêm ainda mais cristas. As cristas da membrana são cravejadas no lado da matriz com pequenos complexos redondos de proteínas conhecidos como partículas F1, o local da síntese de ATP acionada por gradiente de prótons. As cristas afetam sobretudo a função quimiosmótica da mitocôndria.